# Гайдин, Сергей Тихонович
Сергей Тихонович Гайдин (род. 4 июля 1952, Красноярск, СССР) — российский историк, специалист по истории природопользования в России. Доктор исторических наук, профессор.

## Биография
Родился 4 июля 1952 года в Красноярске.
В 1974 году окончил исторический факультет Красноярского государственного педагогического института по специальности «история». После окончания института занялся научно-преподавательской деятельностью. 
В 1985 году под научным руководством доктора исторических наук, профессора В. В. Гришаева защитил диссертацию на соискание учёной степени кандидата исторических наук по теме «Деятельность партийных организаций Восточной Сибири по совершенствованию природопользования в условиях развитого социализма: 1966—1980 гг.» (специальность 07.00.01 — История КПСС).
С октября 1988 года — заведующий кафедрой истории и политологии Красноярского государственного аграрного университета (до 1994 года — Красноярского сельскохозяйственного института).
В 2009 году в Кемеровском государственном университете защитил диссертацию на соискание учёной степени доктора исторических наук по теме «Развитие природопользования в Восточной Сибири (1946—1991 гг.)» (специальность — 07.00.02 — Отечественная история). В 2022 году присвоено учёное звание профессора. 

## Награды
- Почётная грамота Министерства сельского хозяйства Российской Федерации (2003).
- Почётная грамота Администрации Красноярского края (2005).
- Почётная грамота Главного управления образования Администрации Красноярского края (2005).

## Научные труды

### Диссертации
- Гайдин С. Т. Деятельность партийных организаций Восточной Сибири по совершенствованию природопользования в условиях развитого социализма: 1966—1980 гг.: Дис. ... канд. ист. наук / Новосибирск, 1985 — 233 с.
- Гайдин С. Т. Развитие природопользования в Восточной Сибири (1946—1991 гг.): Автореф. дис. докт. ист. наук / Кемеровский государственный университет — Кемерово, 2009 — 67 с.

### Монографии
- Гайдин С. Т. Развитие природопользования в Восточной Сибири (1946—1991 гг.). Красноярск, 2008. 427 с.
- Гайдин С. Т., Бурмакина Г. А. История охотничьего и рыбного хозяйства Приенисейского региона (1822—1991 гг.). Красноярск, 2015. 370 с.
- Гайдин С. Т. и др. Роль плановых органов государственного управления в социально-экономическом развитии Красноярского края. Красноярск, 2022. 308 с.